# Артемий Антиохийский
Артемий Антиохийский (греч. Άγιος Αρτέμιος; † 2 ноября 362) — христианский святой, почитаемый в лике великомучеников. Память в Православной церкви совершается шестеричным богослужением 20 октября (2 ноября), в Католической Церкви — 20 октября. Об Артемии Антиохийском сообщают историки Аммиан Марцеллин и Филосторгий.

## Исторический прототип
Считается, что прототипом Артемия Антиохийского является Флавий Артемий, занимавший пост дукса Египта (лат. dux Aegypti) примерно с 359-го года. Согласно Аммиану Марцеллину, Артемий был казнен в 362 году, будучи обвинен александрийцами в тяжких преступлениях. Характер этих преступлений в тексте не раскрывается.
Сирийские источники сообщают, что Флавий Артемий был ревностным арианином и подвергал преследованиям никениан. В частности, гонения претерпел александрийский епископ Афанасий. Кроме того, Флавий Артемий активно боролся с язычеством и разрушал языческие храмы.

## Житие
Существует несколько версий жития святого. Самая ранняя входила в состав несохранившейся истории Филосторгия. Впоследствии она была переработана неким монахом Иоанном и выделена в отдельное житие. В свою очередь, X веке эта версия была переработана Симеоном Метафрастом. Кроме того, существуют краткие версии жития этого святого.
Согласно церковному преданию, Артемий был военачальником при императоре Константине Великом и его сыне Констанции. За воинские успехи был удостоен должности наместника Египта. В правление Юлиана Отступника обличал политику императора в области восстановления язычества. Когда в Антиохии Юлиан истязал христианских епископов, Артемий, бывший в городе, выступил против императора, за что был подвергнут аресту и пыткам. После продолжительных мучений, имевших целью получить от Артемия отречение от Христа и признание языческих богов, был обезглавлен.
Артемию Антиохийскому приписывается нахождение останков апостолов Андрея, Луки и Тимофея в задунайских областях и перенесение их в Константинополь.

## Культ св. Артемия
После казни тело Артемия забрала антиохийская диакониса Ариста и перевезла в Константинополь, где его погребли в храме Иоанна Предтечи, получившем затем второе название во имя святого Артемия. Этот храм стал центром культа св. Артемия. В частности, святому приписывалась способность излечивать грыжи и болезни мужских половых органов. В конце VII века был создан сборник рассказов о чудесах, произошедших в этом храме и связанных с именем святого.
Частица мощей святого Артемия в 1073 году была перевезена в Киево-Печерский монастырь, также известно о нахождении его мощей в кресте-мощевике царя Михаила Федоровича.